# 5.º Batallón Aéreo de Reemplazo
El 5.º Batallón Aéreo de Reemplazo (5. Flieger-Ersatz-Abteilung) fue una unidad de la Luftwaffe de la Alemania nazi.

## Historia
Fue formado en agosto de 1935 en Neubiberg. El 1 de octubre de 1935 es renombrado como 15.º Batallón Aéreo de Reemplazo.

## Comandante
- Teniente coronel Albert Vierling (1 de agosto de 1935 - 28 de febrero de 1937)